# 大肚猪

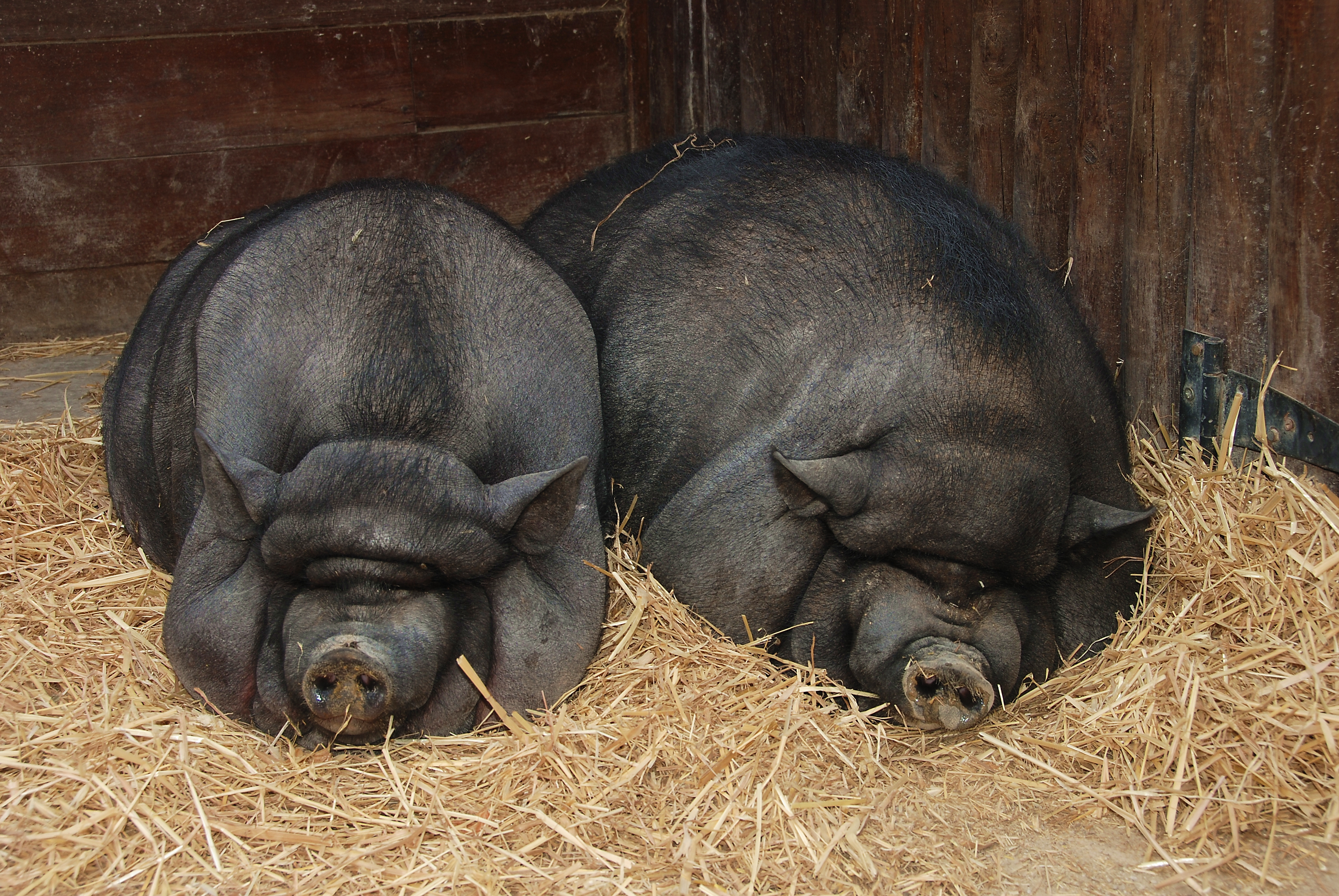
兩隻正在睡覺的大肚豬。

大肚豬是家豬的一個品種，源自於越南。牠們較一般美國或歐洲的家豬為細小，只有中等或大型的狗品種的大小，但其身體就重27-136公斤。牠們與其他家豬品種的分別在於其大小、直立的耳朵及筆直的尾巴。正常重量的大肚豬應可以看見其眼睛，若眼睛上有肥肉，或肚子貼近地面，則顯示牠們是超重。
大肚豬與一般的家豬及野豬屬於同一物種，牠們之間可以雜交。瑞典自1980年代中就輸出大量家豬的品種到越南，來增加豬肉的生產。不過，後來發現越南本土大肚豬亞種只在越南及泰國山區生存，越南政府於是資助飼養本土的大肚豬。

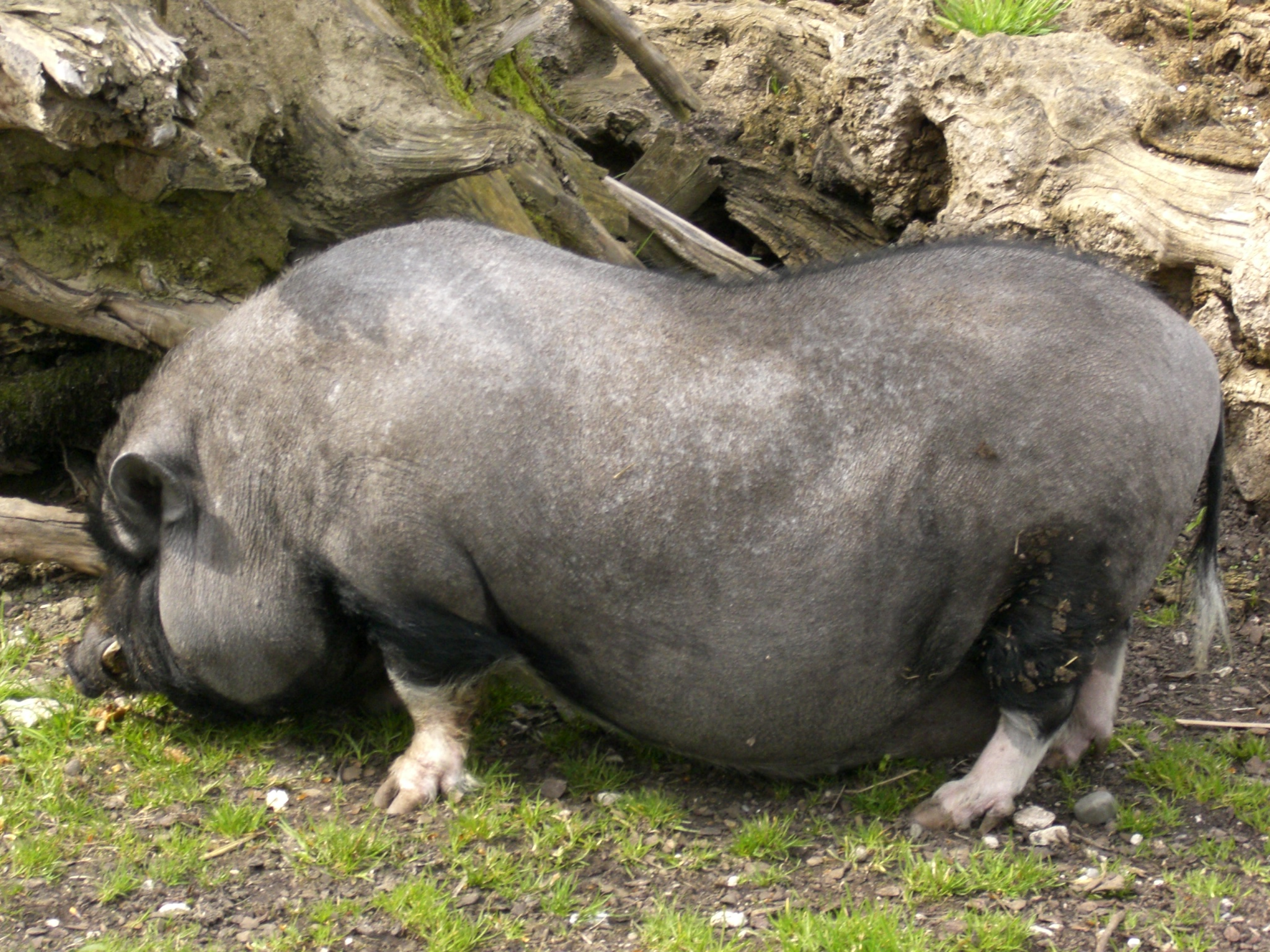
大肚豬的大肚子。

公豬及牝豬在很年輕的時候就已經有繁殖能力，遠比牠們完全性成熟為早。大肚豬在6歲時脊骨的骺板就會封合，並會視為已完全成長。

## 寵物

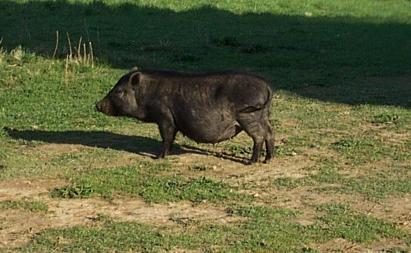
大肚牝豬。

大肚豬在美國及其他西方國家有時會被作為特殊寵物。牠們有智慧及很易訓練，一些主人會以皮帶來與大肚豬散步。牠們只需較大及特製的貓砂就可以飼養。

## 外部連結
- Potbellied Pig care, information, and resources（页面存档备份，存于）
- Potbellied Pig FAQ, Blog & Information Pages（页面存档备份，存于）
- Pot-bellied Pig FAQ